# Alfonso Orlando
Alfonso Orlando (Nocera Inferiore, 17 maggio 1892 – Bergamo, 29 agosto 1969) è stato un mezzofondista e attore italiano.

## Biografia
Nato il 17 maggio 1892 a Nocera Inferiore in provincia di Salerno, si trasferì ancora infante a Bergamo. Seguì infatti la famiglia che si trasferì in Lombardia al seguito del padre, un sarto dell'89º Reggimento Fanteria.

### La carriera sportiva
Fin da piccolo si dedicò allo sport. Dimostrando discrete capacità vestì la maglia azzurra a Stoccolma nei Giochi della V Olimpiade, dove prese parte alle gare di mezzofondo. Non arrivò alcuna medaglia ma il piazzamento (5º posto sui 10000 metri piani) fu il migliore tra quelli ottenuti da atleti italiani ai Giochi fino a quel momento. Nel 1950 fu per breve tempo commissionario straordinario della Fidal. Nel 1962 fu tra i fondatori (e primo presidente) della sezione bergamasca dell'UNVS (Unione Nazionale Veterani Sportivi).

### La carriera artistica
Pur non abbandonando lo sport Orlando mostrò sempre passione sia per il mondo filodrammatico che per la poesia e canzone dialettale. Nel 1949 fu tra i fondatori e direttore del Gruppo Folclorico Enal-Ducato di Piazza Pontida. La maggior soddisfazione nella sua carriera da attore arriva nel 1965 con la partecipazione al film E venne un uomo di Ermanno Olmi: la pellicola, dedicata a Papa Giovanni XXIII, vide l'impegno dell'ex atleta nella parte di Don Francesco. Alfonso Orlando fu anche un autore di danze e canzoni che divennero parte del repertorio di alcuni gruppi e cori folkloristici. Morì il 29 agosto 1969.

## Campionati nazionali
1910
- Argento ai campionati italiani assoluti, 5000 m piani - 16'23"1/5

1911
- Oro ai campionati italiani assoluti, 5000 m piani - 16'34"3/5

1912
- Oro ai campionati italiani assoluti, 10000 m piani - 33'35"
- Oro ai campionati italiani assoluti, 5000 m piani - 16'34"3/5

1913
- Argento ai campionati italiani assoluti, 5000 m piani - 16'03"1/5